# Ga Ban Thap Chang (Tuyến đường sắt sân bay)
Ga Ban Thap Chang (สถานีบ้านทับช้าง) là một ga Tuyến đường sắt sân bay (Bangkok) ở Đường ô tô Bangkok-Chonburi, Quận Prawet, phía Đông Bangkok.

## Bố trí ga
| Sân ga    |                                               |                                                            |
| Sân ga    |                                               |                                                            |
| Sân ga 1  | Tuyến SARL Thành phố hướng đi Ga Suvarnabhumi |                                                            |
| Sân ga 2  | Tuyến SARL Thành phố hướng đi Ga Phaya Thai   |                                                            |
| Sân ga    |                                               |                                                            |
| Phòng chờ | Phòng chờ                                     | Lối thoát, máy bán vé, cửa hàng                            |
| Mặt đất   | -                                             | Ga đường sắt Ban Thap Chang, trạm dừng xe buýt, bãi đậu xe |